# Bousse (Sarthe)
 Bousse  es una población y comuna francesa, situada en la región de Países del Loira, departamento de Sarthe, en el distrito de La Flèche y cantón de Malicorne-sur-Sarthe.

## Demografía
| 820                       | 819 | 902 | 811 | 834 | 903 | 876 | 890 | 911 | 907 | 912 | 895 | 831 | 828 | 774 | 762 | 718 | 671 | 676 | 651 | 663 | 581 | 529 | 493 | 474 | 444 | 465 | 416 | 407 | 358 | 414 | 382 | 384 | 430 |
| (Fuente: INSEE y Cassini) |     |     |     |     |     |     |     |     |     |     |     |     |     |     |     |     |     |     |     |     |     |     |     |     |     |     |     |     |     |     |     |     |     |